# Dębowierzchy
Dębowierzchy – wieś w Polsce, położona w województwie lubelskim, w powiecie łukowskim, w gminie Trzebieszów.
Wieś królewska w starostwie kąkolewnickim w ziemi łukowskiej województwa lubelskiego w 1786 roku. W latach 1975–1998 miejscowość administracyjnie należała do województwa siedleckiego.
Wieś stanowi sołectwo w gminie Trzebieszów. Według Narodowego Spisu Powszechnego z roku 2011 wieś liczyła 212 mieszkańców.
Wierni Kościoła rzymskokatolickiego należą do parafii Dziesięciu Tysięcy Rycerzy Męczenników w Trzebieszowie.
W Dębowierzchach urodził się biskup Julian Pękala, zwierzchnik Kościoła Polskokatolickiego w latach 1951–1959 i 1965–1975.